# 옌 장군의 쓰디쓴 차
《옌 장군의 쓴 차》(The Bitter Tea Of General Yen)는 미국에서 제작된 프랭크 캐프라 감독의 1933년 드라마, 멜로/로맨스, 전쟁 영화이다. 바버라 스탠윅 등이 주연으로 출연하였고 월터 와그너 등이 제작에 참여하였다. 피부색이 다른 인종 사이의 끌림을 분명하게 표현한 최초의 할리우드 영화들 중 하나다.

## 줄거리
1920년대 후반 국공 내전이 벌어진 상하이에서 군벌 장군과 서양 선교사 여성이 사랑에 빠진다.

## 출연

### 주연
- 바버라 스탠윅
- 닐스 아스테르

### 조연
- 토시아 모리
- 월터 코널리
- 개빈 고든
- 루시언 리틀필드
- 리처드 루
- 헬런 제롬 에디

## 제작진
- 의상: 로버트 칼랙
- 의상: 에드워드 스티븐슨